# فاميكوم جومب: هيرو ريتسودن
فاميكوم جومب: هيرو ريتسودن (باليابانية: ファミコンジャンプ 英雄列伝) ، وتنطق باليابانية فاميكون جانبو هيرو ريتسودين، وهي لعبة فيديو من نوع مغامرات أكشن وتلعب بنمط الأر بي جي، أنتجها شركة توسي اليابانية ونشرها بانداي عام 1989م، واللغة الحصرية هي اللغة اليابانية.

## شخصيات اللعبة
يبلغ عدد أبطال اللعبة من شخصيات الرسوم المتحركة اليابانية نحو 16 شخصية، وهم:
- كينشيرو : بطل مسلسل سيف النار.
- نوكيساكو آيدا : أحد أبطال الشخصيات بمسلسل تسويد ني تونشينكان (ついでにとんちんかん).
- غوكو : أحد أبطال المسلسل دراغون بول.
- ريو سايبا : بطل مسلسل سيتي هانتر (シティーハンター).
- آرال ناريماكي : أحد شخصيات مسلسل دكتور سلومب (Dr. スランプ).
- بيغاسوس سيا : بطل مسلسل سانت سِيَا (聖闘士星矢).
- موموتارو تسوروغي : بطل فيلم الأنمي ساكيغيكي !! أوتوكوجوكو (魁!!男塾).
- مانكيشي توكاوا : بطل مسلسل أتوكو إبيكي غاكي دايشو (男一匹ガキ大将).
- ريكي غيكوكو : بطل شخصية الكتاب المصور غاد سيدير (ゴッドサイダー).
- جوزيف جويستار : بطل شخصية الكتاب المصور جوجو إز بيزار أدفاتشر (ジョジョの奇妙な冒険).
- جوجي كانو : بطل شخصية الكتاب المصور دوبيرمان ديكا (ドーベルマン刑事).
- إِيسَامُو : بطل مسلسل كُويَا نُو شونين إيسَامُو (荒野の少年イサム).
- تسوباسا أوزورا : بطل مسلسل كابتن تسوباسا (キャプテン翼) ، والذي يشتهر في العالم العربي (الكابتن ماجد).
- تارو ياماشيتا : بطل شخصية الكتاب المصور (Kenritsu Umisora Kōkō Yakyūbuin Yamashita Tarō-kun).
- كيويشي أونو : بطل شخصية لاعب البيسبول في المجلة المصورة آسترو كيودان (アストロ球団).
- كينيكومان : بطل شخصية المصارع في مسلسل كينيكومان (キン肉マン) .

## قصة اللعبة
تبدأ القصة بأن الطفل نام في طاولته في فترة الليل ويدخل في منامه عالم مابعد الدمار، ويأتي الطفل بطل اللعبة بالبحث عن أبطال الشخصيات الذي يبلغ عددهم الـ 16 شخصاً، وهم يقفون بجانب الطفل ومن بينهم كينشيرو والكابتن تسوباسا وكينيكومان، وهم يبحثون عن الأشرار، ولكي يتخلص أبطال اللعبة من الأشرار ويعودون إلى العالم الافتراضي.